# Ornithoboea barbanthera
Ornithoboea barbanthera är en tvåhjärtbladig växtart som beskrevs av Brian Laurence Burtt. Ornithoboea barbanthera ingår i släktet Ornithoboea och familjen Gesneriaceae. Inga underarter finns listade i Catalogue of Life.